# Beth Cordingly
Rebecca 'Beth' Cordingly (Brighton, 24 oktober 1976) is een Engelse actrice. Cordingly is vooral bekend van haar rol als PC Kerry Young in The Bill.

## Biografie
Rebecca 'Beth' Cordingly is geboren op 24 oktober 1976 in Brighton. Cordingly begon met acteren in het theater. Ze speelde in verscheidene theaterstukken, waaronder Othello.
Alvorens haar optreden in The Bill, speelde Cordingly in de Britse soapserie Family Affairs de rol van de probleemtiener Sara Warrington — een cocaïne verslaafde stripster.
In The Bill vertolkte Cordingly van 2002 tot en met 2004 de rol van agente Kerry Young. In deze periode had Cordingly een relatie met haar tegenspeler Daniel MacPherson.
Daarnaast maakte ze ook gastoptredens in de series zoals Casualty, Doctors en Heartbeat.
Cordingly steunt ChildLine en Amnesty International, ze is ook ambassadrice voor Anti-Bullying Alliance — een organisatie tegen pesten.

## Trivia
- Haar vader, David Cordingly, is een gerenommeerd expert op gebied van piraten. Hij schreef er verschillende boeken over.